# Ouoh-Kinga
Ne doit pas être confondu avec Ouoh-Bilo.
Ouoh-Kinga est une localité située dans le département de Tangaye de la province du Yatenga dans la région Nord au Burkina Faso.

## Géographie
Ouoh-Kinga se trouve à environ 16 km au nord-ouest de Tangaye, le chef-lieu du département, à 3 km au nord-ouest de Pella-Tibitiguia et à 22 km au nord-ouest du centre de Ouahigouya.

## Histoire
En juillet 2020, des attaques armées non identifiées ont eu lieu sur les villages de Ouoh-Kinga et Ouoh-Bilo entrainant des déplacements en urgence des populations des deux villages vers Tangaye et Ouahigouya.

## Santé et éducation
Le centre de soins le plus proche de Ouoh-Kinga est le centre de santé et de promotion sociale (CSPS) de Pella-Tibitiguia tandis que le centre hospitalier régional (CHR) se trouve à Ouahigouya.
Ouoh-Kinga possède une école primaire publique.